# تطهیر بچه
تطهیر بچه (فرانسوی: On purge bébé‎) نخستین فیلم ناطق ژان رنوآر است که بر پایهٔ نمایشنامه‌ای از ژرژ فیدو ساخته و در سال ۱۹۳۱ منتشر شد. از بازیگران این فیلم می‌توان به میشل سیمون اشاره کرد.